# مينا غري
مينا غري (بالإنجليزية: Minna Grey)‏ هي ممثلة بريطانية، ولدت في 1868.

## وصلات خارجية
- مينا غري على موقع IMDb (الإنجليزية)